# Megalobulimus cardosoi
Megalobulimus cardosoi foi uma espécie de gastrópodes da família Megalobulimidae.
Foi endémica do Brasil.